# Angrboda

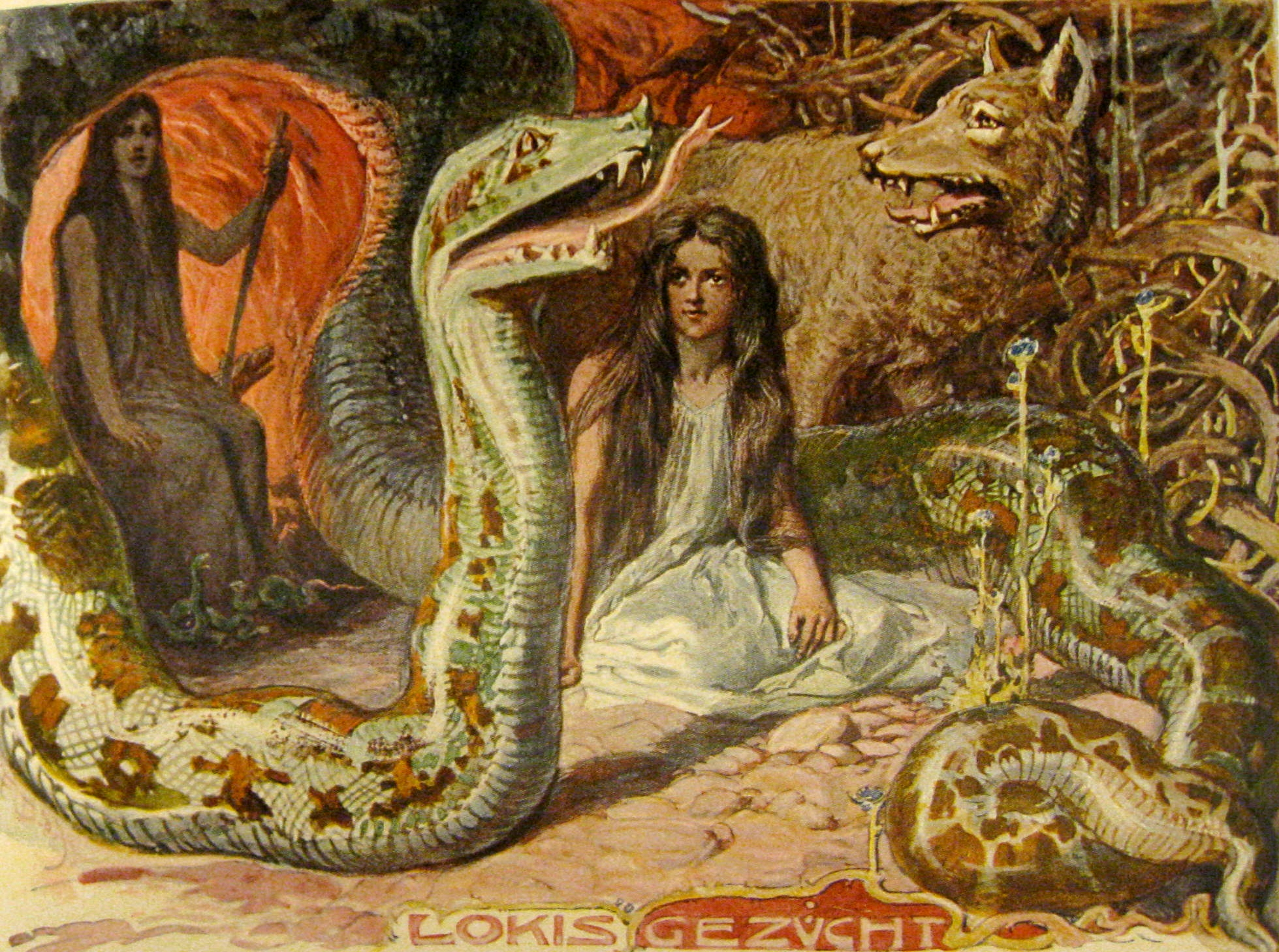
Angrboda (im Hintergrund) und ihr Gezücht: die Midgardschlange, Hel und Fenrir. (Emil Doepler, 1905)

Angrboda (an Angrboða:„Angstbotin, -bringerin; Kummerbereitende“) ist in der nordischen Mythologie eine Riesin.
Sie gebiert in der Verbindung mit Loki drei Kinder: den Riesenwolf Fenrir, die Midgardschlange Jörmungand sowie die Totengöttin Hel. Wegen der Gefahr, die die Kinder für die Götter bedeuteten, wurde Fenrir mit der Fessel Gleipnir gebunden, Jörmungand von den Asen ins Meer geworfen und Hel in die Unterwelt gebannt, wo sie als Herrin der Toten waltet.
Angrboda wird häufig mit der „Alten vom Eisenwald“ (Alte im Jarnvidr) der Völuspá gleichgesetzt. Als solche gebar sie „die Brut Fenrirs“ Hati und Skalli sowie Managarm.